# Fasci nazionali
I Fasci nazionali sono stati un partito politico italiano espressione del movimento fascista dissidente, che si opponeva al gruppo dirigente del PNF.

## Storia
Fu formato su iniziativa del sindacalista Cesare Forni espulso dal PNF, che seppe riunire altri militanti espulsi dal PNF in questa fazione: iniziarono a organizzarsi nel febbraio 1924 in Voghera. Forni si accordò con Raimondo Sala e i suoi amici: Sala era un altro ex squadrista, che era uscito dal PNF della provincia di Alessandria. Forni e Sala cercarono un'intesa con Ottavio Corgini e Alfredo Misuri, che dirigevano l'associazione Patria e libertà, ma poi Corgini e Misuri non s'iscrissero a questo partito. Inoltre Forni non riuscì a convincere altri militanti fascisti dissidenti, che si orientarono per l'astensione nelle elezioni: infatti Forni e Sala decisero di presentare il loro partito alle elezioni del 6 aprile 1924.

## Pestaggio del dirigente
Il 12 marzo 1924 Forni subì un brutale pestaggio da picchiatori del PNF, che obbedivano a un ordine di Benito Mussolini: Cesare Rossi confessò questo reato nelle deposizioni d'istruttoria per il delitto Matteotti. Il motivo del pestaggio scaturiva dalla rabbia di Mussolini, che vedeva nel partito Fasci nazionali un concorrente capace di attirare molti voti degli elettori delusi dal PNF.

## Risultato elettorale
Il partito si presentò solo nelle circoscrizioni di Lombardia e Piemonte ottenendo 18.062 voti: unico eletto alla Camera risultò il suo fondatore Forni. Comunque il consenso al partito si poteva considerare consistente valutando certi risultati: nel collegio elettorale della provincia pavese il partito raccolse il 9,2% dei voti.

## Attività parlamentare
L'attività parlamentare del partito coincide con quella del suo unico eletto Forni, che inizialmente aderì alla Lega italica di Sem Benelli per contrastare Mussolini, ma poi votò la fiducia al governo Mussolini nel novembre 1924: tale voto fu considerato un tradimento da quasi tutti i suoi seguaci, che uscirono dal partito per aderire a Patria e libertà. Forni si dichiarò favorevole pure alle leggi repressive annunciate da Mussolini il 3 gennaio 1925 e con questo atto si può considerare conclusa l'attività del partito, che ormai, svuotato dalla massa dei tesserati, non aveva più attivisti nella società civile. Venne sciolto nel 1926, quando il PNF fu proclamato partito unico del Regno d'Italia, anche se Forni mantenne il suo seggio alla Camera dei Deputati fino alla fine del suo mandato nel 1929.